# Valle de Abdalajís
Valle de Abdalajís er en by og kommune i det sydlige Spanien i provinsen Málaga. Den har et indbyggertal på 2.435 (2024) indbyggere.